# Fritz Raschig
Friedrich August Raschig (cũng gọi là Fritz Raschig) (8.6.1863 – 4.2.1928) là nhà hóa học và chính trị gia người Đức,

## Cuộc đời và Sự nghiệp
Ông sinh tại Brandenburg an der Havel. Sau khi đậu bằng tiến sĩ ở Đại học Berlin năm 1884 dưới sự hướng dẫn của Robert Wilhelm Bunsen, ông bắt đầu vào làm việc trong công ty hóa chất BASF. Năm 1891 ông mở một công ty hóa chất riêng tại Ludwigshafen am Rhein (ngày nay vẫn còn hoạt động dưới tên "Raschig GmbH"). Ông có nhiều bằng sáng chế về hóa học đặc biệt liên quan tới phenol, một trong số đó nay gọi là quá trình Raschig. Ông cũng triển khai các cải tiến trong việc chưng cất, đặc biệt là các vòng Raschig, các vòng bằng kim loại hoặc sành sứ được đặt ở các cột trong chưng cất phân đoạn (fractional distillation).

## Giải thưởng
- Huy chương Liebig (1927)